# Corrupción en España

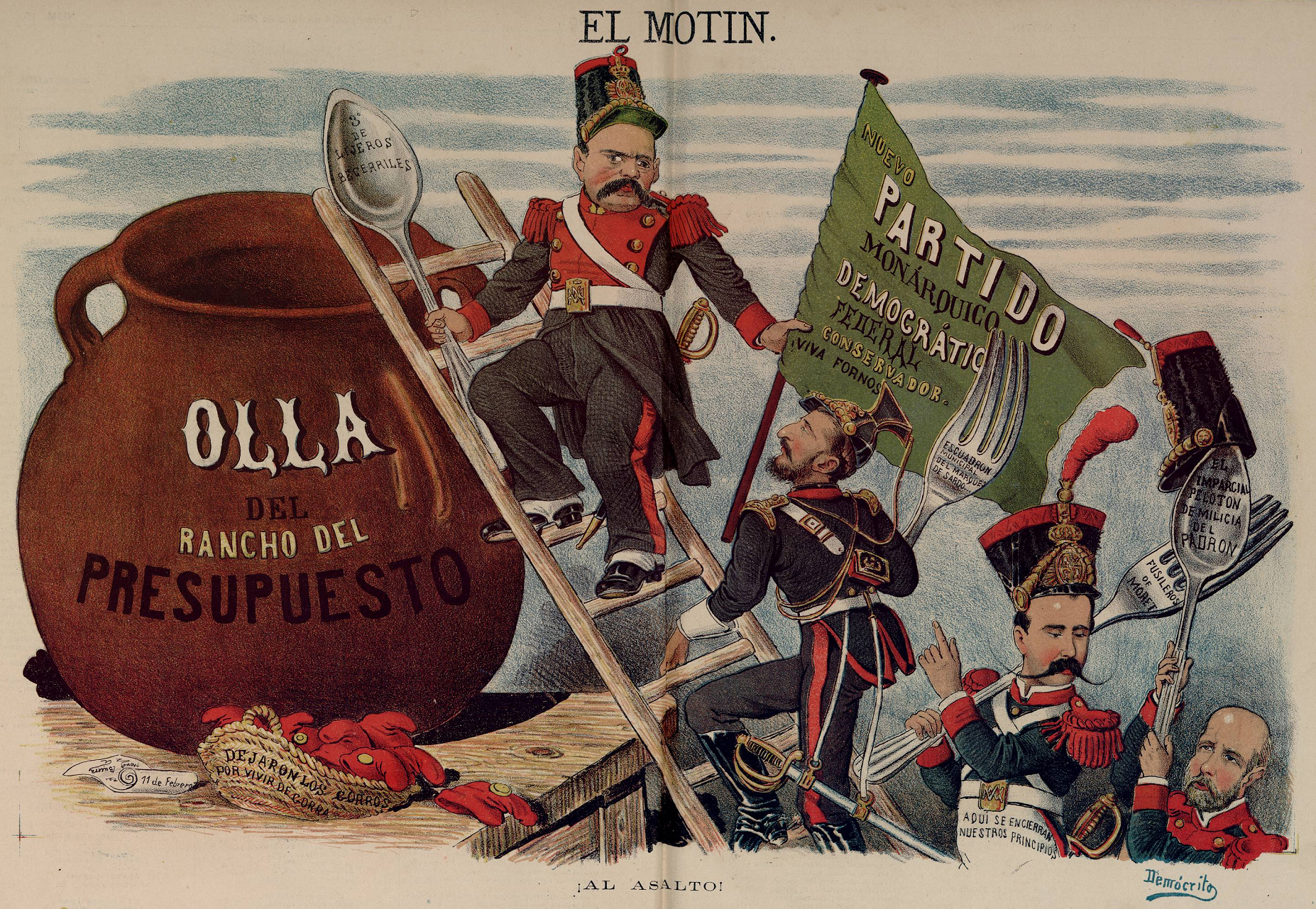
Caricatura del satirizando la corrupción política.

Se entiende por corrupción la acción o inacción de una o varias personas que manipulan los medios públicos en beneficio propio o ajeno, tergiversando los fines del mismo en perjuicio del conjunto de la ciudadanía a la que debían servir y beneficiar. La corrupción ha ocupado la atención de la sociedad española, contribuyendo incluso a derribar a gobiernos como los de Alejandro Lerroux con el escándalo del estraperlo y el asunto Nombela (1935), o los de Felipe González por el caso Filesa o el caso Roldán. No obstante, la corrupción política ha sido una constante desde la aprobación de la Constitución española de 1978 hasta nuestros días, pervirtiéndose el sistema democrático y debilitándose la confianza de la Sociedad en sus representantes públicos.

Índice de Percepción de Corrupción de España. Los datos están normalizados a un rango entre 0 y 100.

Desde 1995, Transparencia Internacional publica anualmente un índice sobre la percepción de la corrupción en todos los países del mundo. La estadística muestra cómo la población evalúa la corrupción en su país de 0 a 100, donde 0 indica máxima corrupción y 100 máxima transparencia, aunque entre 1995 y 2011 el rango era entre 0 y 10. En 2008 España obtuvo una nota de 6,5 sobre 10, seis décimas menos que el máximo obtenido en 2004, y que corresponde al puesto 28 en una lista de 180 países, ocupando el 14.º entre los 25 miembros de la Unión Europea. Para 2015, el índice de España se había deteriorado a 58 sobre 100.

## La corrupción en España en el transcurso de la historia

### Reinado de Felipe III

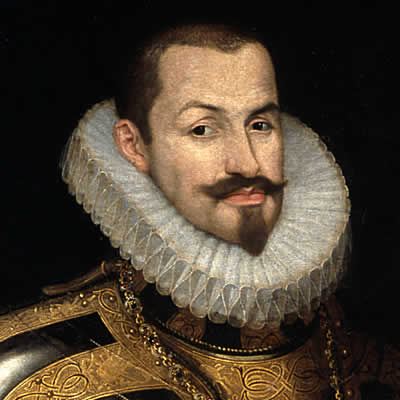
Retrato del duque de Lerma, por Juan Pantoja (hacia 1600). Durante el reinado de Felipe III de España, el duque adquirió notables propiedades en la ciudad de Valladolid, tras lo cual, presionó al monarca para que trasladara la capitalidad de la Monarquía Hispánica a dicha ciudad, lo que revalorizó sus adquisiciones. Tras venderlas, invirtió parte de los ingresos en adquirir otros bienes en Madrid, que había perdido parte de su población. Finalmente, en 1606, volvió a insistir al rey para retornar la capitalidad a Madrid, repitiendo la misma operación inmobiliaria que le hizo ganar una considerable fortuna.

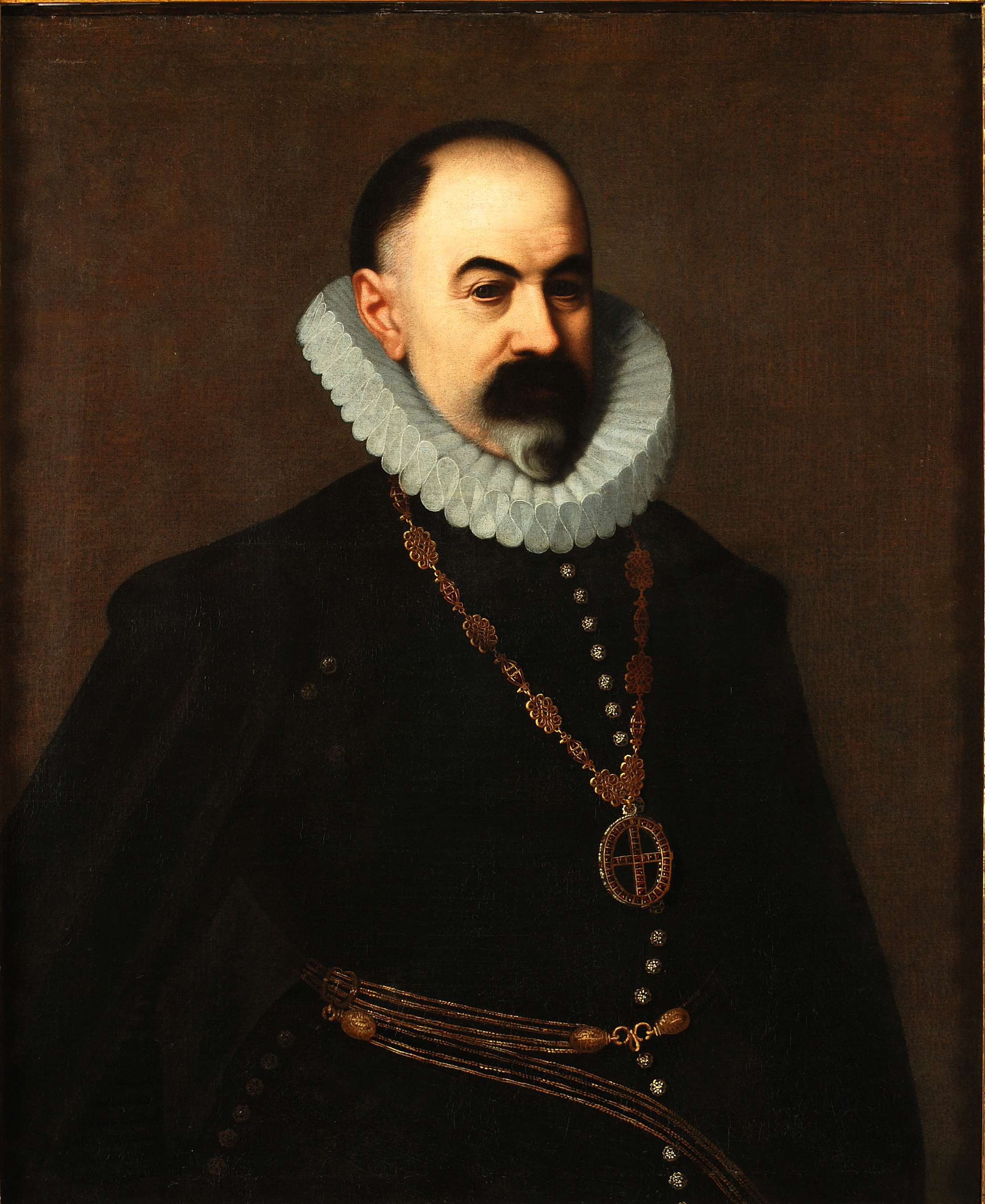
Retrato de Pedro Franqueza, administrador conocido por aceptar sobornos para la concesión de títulos nobiliarios, cargos eclesiásticos y contrataciones de asientos, así como por adquirir propiedades procedentes de embargos a un precio muy rentable. Sus negocios fueron descubiertos y fue detenido y encarcelado de por vida en 1609.

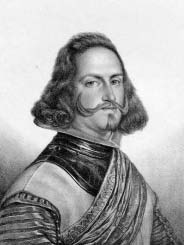
Retrato de Rodrigo Calderón, militar que obtuvo gran influencia sobre el rey Felipe III de España, que aprovechó para lograr negocios ventajosos. Las intrigas en la corte propiciaron que fuera acusado de brujería por la muerte de la reina Margarita y ejecutado en la Plaza Mayor de Madrid en 1621.

Encontramos los primeros vestigios históricos de corrupción en el Siglo de Oro por medio de la literatura picaresca castellana. El período en que el duque de Lerma ejerció el gobierno de España en nombre de Felipe III fue uno de los más notoriamente corruptos. Se destacaron los casos de Pedro Franqueza, Rodrigo Calderón y el propio duque de Lerma.

### SigloXIX

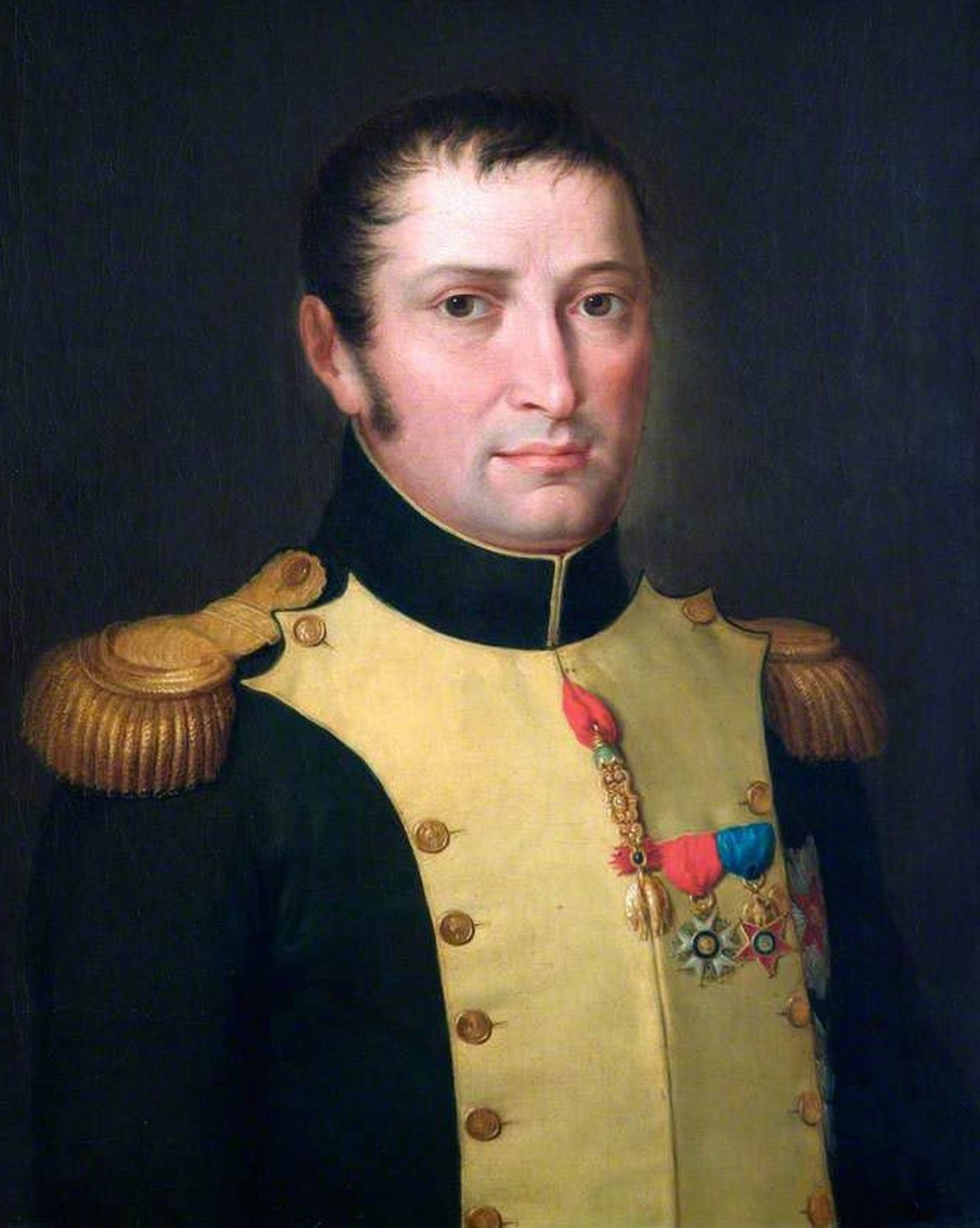
Retrato de José Bonaparte, rey de España durante la invasión francesa (1808-1814). A pesar de promover un programa reformista, los generales franceses actuaron como caudillos locales, que agotaban los ingresos fiscales y la producción agrícola, además de establecer una red de expolio y contrabando de arte español al extranjero.

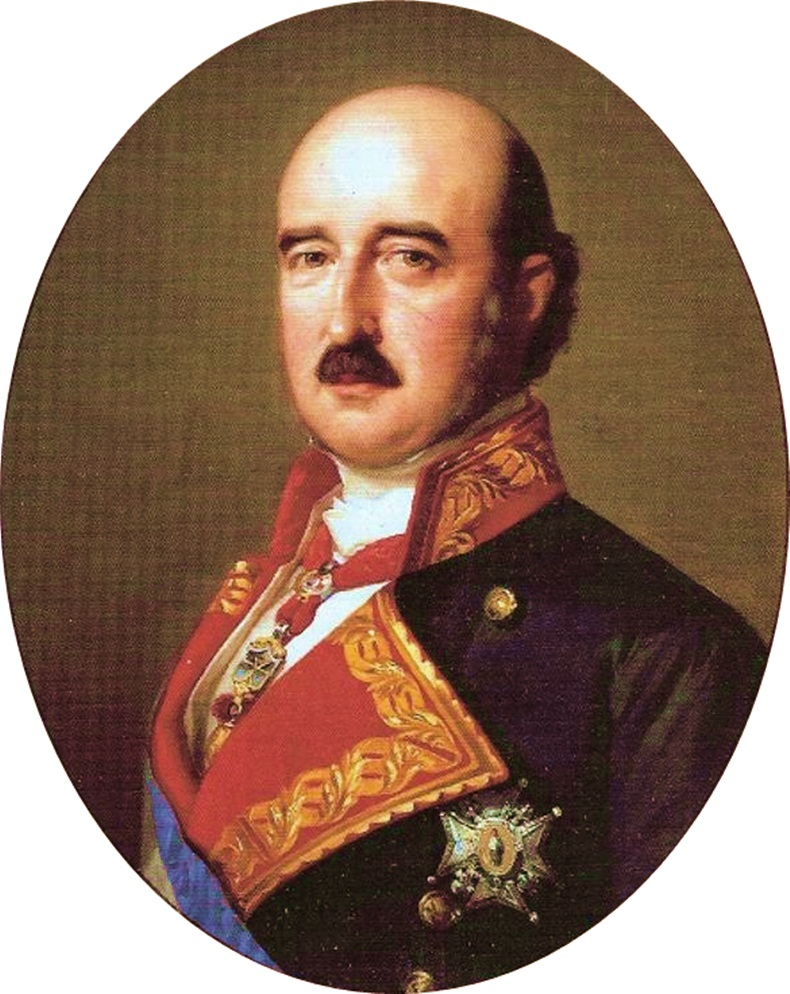
Retrato de Agustín Fernando Muñoz y Sánchez, quien promovió muchos de los negocios de la reina María Cristina, que incluían la trata clandestina de esclavos africanos, producción de azúcar y las obras públicas relacionadas con la construcción del ferrocarril.

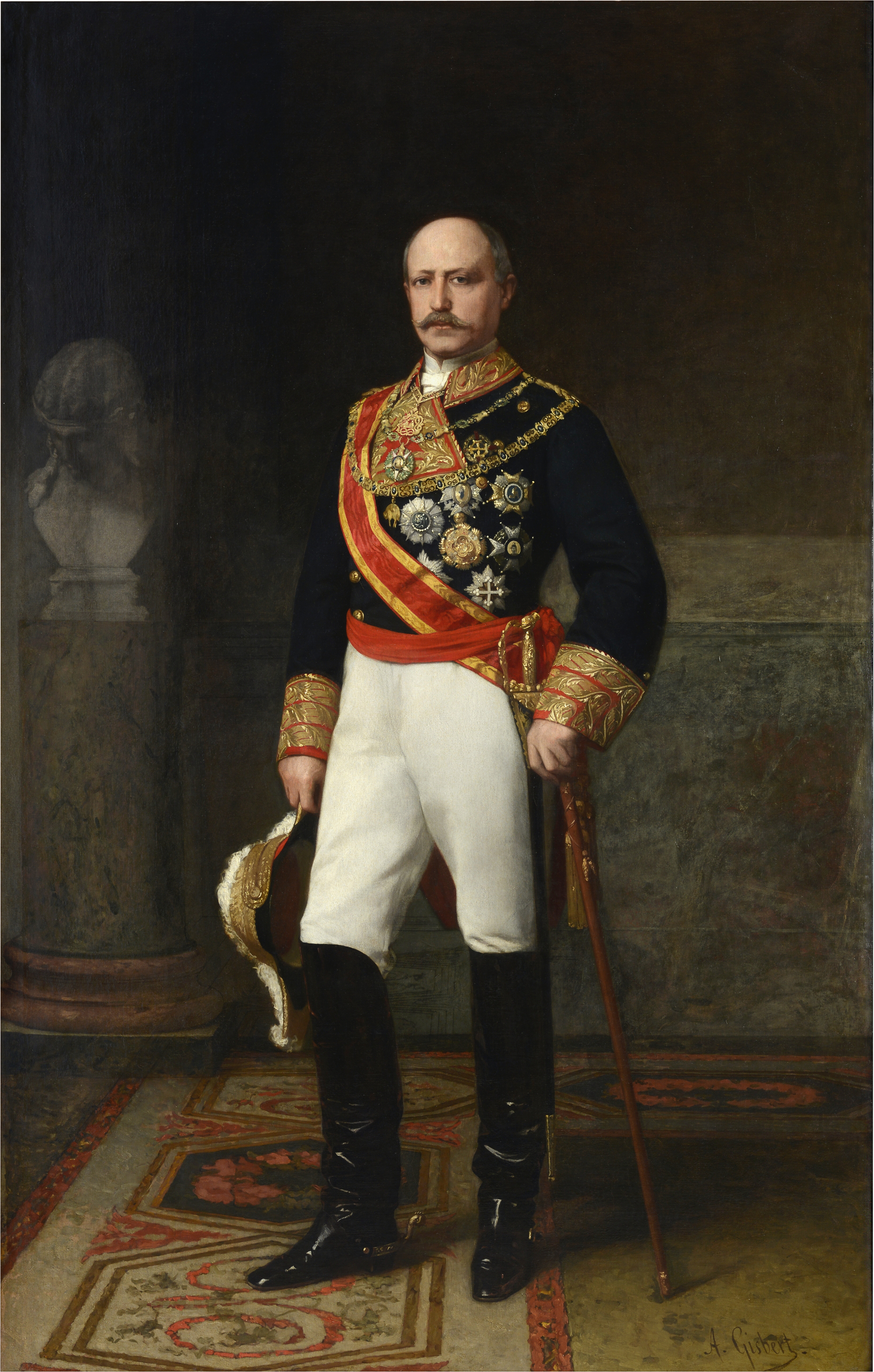
Retrato del Francisco Serrano, de Antonio Gisbert, militar que mandó construir una carretera de Cardeña a Andújar para poder acceder con más facilidad a su finca de caza.

La reina regente María Cristina de Borbón se hizo célebre por su participación en negocios turbios que favorecieron el rechazo entre el pueblo y los políticos. Participó en operaciones de especulación con la sal, con los ferrocarriles e, incluso, con la ilegal trata de esclavos, en los que participaba también Narváez. Se llegó a afirmar que no había proyecto industrial en el que la Reina madre no tuviera intereses. Su fortuna se estimaba en 300 millones de reales. [cita requerida]

### Segunda República Española y Guerra civil española (1931-1939)
El 5 de octubre de 1931, Joaquín del Moral[cita requerida], posteriormente Inspector de Presidios y Prisioneros durante la Dictadura de Franco, implicado en el golpe militar de 1932 e íntimo amigo de Sanjurjo; dio una conferencia titulada Inmoralidad Política en el Ateneo de Madrid (posteriormente recogida en su obra Oligarquía y enchufismo) dando las sumas acumuladas por las minorías del Gobierno: en total, el PRR, el PSOE, PRS, AR y ERC se repartían 24 millones de pesetas (41 millones de euros de 2006) anuales.
Los gastos de coches oficiales importaban 11.295.000 pts. en el presupuesto aprobado el 28 de diciembre de 1932. Se habían comprado 31 coches Chrysler, con un coste total de 950.000 pts, de ellos 8 del modelo Imperial, con motor de ocho cilindros y, lujo inaudito, radio incorporada, a 70.000 pts. (120.000 €) cada uno. A preguntas de Gil-Robles reconocía el ministro que, cuando los republicanos llegaron al poder, había 58 coches oficiales en Madrid, y ahora serían 741, con una plantilla de 760 conductores. El gasto de gasolina era de 3.000 litros diarios. En palabras de Julio Camba, (Haciendo de República; Madrid, 1934), periodista del diario ABC opuesto a la Segunda República Española y que se sumó al bando franquista en la guerra civil española:

"…una cosa es tener automóvil cuando se es, por ejemplo, ministro, y otra cosa es hacerse ministro para tener un automóvil. El automóvil de los ministros no puede ni debe ser nada más que un instrumento de trabajo y, si en rigor, es admisible el que, dentro de un régimen cualquiera, se haga ministro a un señor cuyo programa político se reduce a pasear a la familia dentro del coche oficial, la cosa en cambio, resulta inadmisible de todo punto cuando para hacer ministro al señor en cuestión ha habido necesidad de transformar por completo los fundamentos del Estado (...) Está muy bien, en fin, que los servicios públicos se retribuyan con holgura; pero, si se hace una revolución para encargarse de los servicios públicos y luego resulta que al encargarse de estos servicios públicos no se perseguía otra finalidad más que la de retribuirlos con holgura, la cosa varía."

El escándalo del estraperlo y el asunto Nombela (1935), supusieron el derrumbe del Partido Republicano Radical de Alejandro Lerroux
Durante esta, el gobierno republicano, enfrentado al embargo de armas impuesto por el Comité de No Intervención, tuvo que recurrir a dudosos canales de compra, lo que hizo que sus agentes hubieran de gastar enormes[¿cuántos?] sumas de dinero, parte del cual se desvió de forma irregular, en la compra de armas y suministros en el extranjero, siendo los casos de corrupción más sonados los de la Comisión de Compras de París y la CAMPSA Gentibus. Indalecio Prieto, Juan Negrín y varios de sus hijos[¿cuál?] habrían estado presuntamente implicados en estos casos de corrupción.  Según el anarquista Diego Abad de Santillán: "Si el Gobierno Negrín hubiese tenido que responder de su gestión política, económica y financiera habría tenido que terminar ante el pelotón de fusilamiento". Según don Francisco Largo Caballero: "El señor Negrín, sistemáticamente, se ha negado siempre a dar cuenta de su gestión, (…) de hecho, el Estado se ha convertido en monedero falso. ¿Será por esto y por otras cosas por lo que Negrín se niega a enterar a nadie de la situación económica (...) Desgraciado país, que se ve gobernado por quienes carecen de toda clase de escrúpulos. (...) con una política insensata y criminal han llevado al pueblo español al desastre más grande que conoce la Historia de España. Todo el odio y el deseo de imponer castigo ejemplar para los responsables de tan gran derrota serán poco."
Diversos autores[¿quién?] califican también de corrupción el episodio del Tesoro del yate Vita, contado por el socialista Amaro del Rosal, exdirector de Caja General de Reparaciones.

### Dictadura Franquista (1939-1975)
Durante la guerra, España sufrió un hundimiento de la producción agrícola e industrial, adquiriendo una gran importancia el mercado negro, llamado estraperlo en recuerdo de aquel famoso escándalo. La corrupción económica, el clasismo y el nepotismo fueron un rasgo básico de la dictadura franquista, y estuvo muy extendida y la implicación política en la misma, hasta los máximos niveles, fue absoluta. En algunos casos por la propia participación directa de altos cargos, en otros, por la protección que los estraperlistas recibieron desde el poder. Todo ello en medio de una total impunidad. Las repercusiones de la corrupción fueron socialmente muy graves. Para los corruptos y su clientela supuso un rápido enriquecimiento, mientras que para la mayor parte de la población implicó privaciones de todo tipo: carestía, ignorancia, hambre, ruina y miseria.
En este contexto, el historiador Miguel Ángel del Arco Blanco distingue entre el “estraperlo de los pobres”, que tendría una pequeña escala y una motivación de supervivencia, del “gran estraperlo”, del que dice:

El “gran estraperlo” [...] No estuvo originado en la escasez o en la desesperación personal, sino más bien en el afán de lucro ante una situación de penuria. Los responsables fueron personalidades cercanas al régimen franquista o, directamente, pertenecientes a sus instituciones. No consistía en la venta de productos puntuales en el mercado negro, sino más bien en el transporte y comercialización de grandes cantidades de artículos agrícolas o industriales que alcanzarían unos precios astronómicos en el mercado negro. 21 Además, pese a los constantes alegatos del régimen para perseguirlo, en la mayoría de los casos no sería castigado. Es por ello que este gran estraperlo encaja perfectamente en el concepto de corrupción que esbozábamos al principio: se desarrolla con la aquiescencia, complicidad o incluso participación de personal del Estado, contraviene la legalidad establecida y genera el enriquecimiento de sus actores.
Miguel Ángel del Arco Blanco

Este fenómeno de corrupción institucionalizada se extendió mucho más allá del fin de la guerra. En una fecha tan tardía como 1951, un informe de la Agencia Central de Inteligencia para el presidente Harry S. Truman desaconsejaba la firma de los Pactos de Madrid de 1953, por los que se instalarían bases militares estadounidenses en territorio español a cambio de ayuda económica y militar.
Según la agencia, el principal obstáculo para un programa estadounidense de ayuda económica a España estaba en la propia naturaleza del régimen de Franco:

It is administratively too corrupt and incompetent to carry through an extensive program of economic recovery and development without very great waste.

Es administrativamente demasiado corrupto e incompetente para llevar a cabo un amplio programa de recuperación y desarrollo económicos sin grandes despilfarros.

En 1957, el periodista estadounidense Herbert L. Matthews describía la situación de este modo:

"Corruption is still rife in Government and industry. Some high officials have enriched themselves shamelessly. Everything is personal. One must know how to deal with the right person. Only too often, the law applies to the uninfluential, the weak and the poor, not to the rich. Spain has no well trained, permanent civil service like France, Britain and Germany. The civil servants in Spain are so badly paid that almost all must carry an extra job; many are corrupt."
Herbert L. Matthews

"La corrupción todavía abunda en el gobierno y la industria. Algunos altos funcionarios se han enriquecido descaradamente. Todo es personal. Hay que saber tratar con la persona adecuada. Muy a menudo, la ley se aplica a los que no tienen influencia, los débiles y los pobres, no a los ricos. España no tiene un servicio civil permanente bien formado como Francia, Gran Bretaña y Alemania. Los funcionarios en España están tan mal pagados que casi todos deben llevar un trabajo extra; muchos son corruptos."
Herbert L. Matthews

- Caso Barcelona Traction: fue un plan político urdido con objeto de que Juan March Ordinas, cuyo apoyo fue determinante para afianzar la causa nacional en los primeros momentos de la guerra civil española, se apropiara de Barcelona Traction Light & Power Co. Ltd. (conocida históricamente como La Canadiense) como retribución. El 12 de febrero de 1948 tres accionistas de la Canadiense presentaron contra la empresa en los Juzgados de Reus una demanda que prosperó. March constituyó en 1951 las Fuerzas Eléctricas de Cataluña y aprovechó la quiebra de la Barcelona Traction para adquirir los activos de esta por una ínfima fracción de su valor real. El caso llegó a elevarse a la Corte Internacional de La Haya, cerrándose el 5 de febrero de 1970, pero March quedó ante la opinión pública nacional como uno de los mayores contrabandistas del país y el último pirata del mediterráneo (sic) según la prensa extranjera.

- Estraperlo: bajo este nombre se conoce el contrabando dirigido desde las mismas instituciones del Estado, así como la venta ilícita de las licencias de importación y exportación, de gran importancia en un régimen mercantilista y autárquico. Se destacó el ministro de Comercio Manuel Arburua, que "empezó de botones y ahora es archimillonario" según el propio dictador.

- La agenda Rivara: tras casi dos décadas de autarquía e hiperproteccionismo, los proyectos de liberalización económica hicieron temer a las grandes fortunas, que colocaron clandestinamente más de 70.000 millones de pesetas de la época en cuentas secretas de la banca suiza. Por una casualidad, en diciembre de 1958, el enlace suizo George Laurent Rivara fue detenido con una agenda que contenía los nombre de sus clientes españoles y el montante de sus operaciones. Tras ser parcialmente expurgada, la agenda quedó reducida a 872 nombres.

- Caso de Manufacturas metálicas madrileñas: la quiebra de esta empresa, dedicada a la manufactura de cacerolas de aluminio, provocó un escándalo que implicaba por mala gestión a un hermano del Dictador, Nicolás Franco, uno de los principales accionistas de la empresa. El gobierno impidió el proceso judicial, y resolvió la quiebra "en familia".

- Caso Matesa: la quiebra de Maquinaria Textil del Norte de España S.A. dejó una deuda de más de 10 000 millones de pesetas con un banco público, el Banco de Crédito Industrial, y abrió una crisis gubernamental sin precedentes en el franquismo, debido a una campaña de prensa propiciada por la ley de Prensa de 1966 y atizada por la enemistad entre las familias del Régimen, en especial falangistas y tecnócratas. La comisión de investigación de las Cortes elaboró un informe con conclusiones muy duras para tres exministros y un cuarto en activo.

- Caso Reace o Caso Redondela: fue un escándalo que salpicó a la empresa Reace (Refinería del Noroeste de Aceites y Grasas, S.A.) en marzo de 1972 en Vigo debido a la desaparición de 4 036 052 kg de aceite de oliva, propiedad de la Comisaría General de Abastecimientos y Transportes (CAT) y valorado en 167 615 172 pesetas. El 21 de octubre de 1974 comenzó el juicio en la Audiencia Provincial de Pontevedra, en un tribunal presidido por Mariano Rajoy Sobredo –padre de Mariano Rajoy Brey–.[20] Alrededor del caso se produjeron diversas muertes en extrañas circunstancias por parte de personas implicadas en el caso.

- Sofico: esta inmobiliaria fue creada en 1962 con objeto de construir apartamentos en la Costa de Sol, en especial en Estepona. Suspendió pagos en 1974 tras haber realizado ventas y participaciones de capital por valor de 13 000 millones de pesetas, dejando en la estacada a 4.000 empleados y 25.000 inversores. Ya en la democracia, en 1981, se declaró oficialmente que la quiebra fue una estafa y un fraude de ley.

- También tuvo gran importancia la corrupción urbanística y el llamado chabolismo vertical.

- Caso de Confecciones Gibraltar.

### Periodo Parlamentario

#### La Transición Española: los gobiernos de Adolfo Suárez González y Leopoldo Calvo-Sotelo Bustelo (1976-1982)
- Caso del aceite de colza: venta fraudulenta de aceite adulterado, que provocó el envenenamiento de 60.000 españoles y la muerte de 700.
- Caso Fidecaya: un agujero en esta entidad de ahorro creada en 1952 e intervenida en 1980, con 250.000 afectados y una presunta estafa de 1800 millones de pesetas. El Gobierno forzó una liquidación que el Tribunal de Cuentas consideró irregular. El déficit patrimonial de la empresa fue estimado provisionalmente en más de 7000 millones de pesetas, la mitad de los ahorros depositados en ella, que fueron garantizados en un 90% por el Estado. El propietario, Edmundo Alfaro, fue procesado por estafa, y Fidecaya comprada por Rumasa, ante la oposición del Gobierno. El caso fue archivado a petición de la Fiscalía en 1989.[21]

#### Gobierno de Felipe González Márquez (1982-1996)
Ya cuando llegó al poder, Felipe González anunció unas auditorías polémicas, refiriéndose a casos de corrupción en el Gobierno de la UCD. Durante los últimos años de su gobierno (especialmente en la IV y V Legislaturas de España), se sucedieron diversos y famosos escándalos de corrupción:
- Caso Flick: trama española de un gran caso de financiación ilegal de partidos y evasión de impuestos en la RFA, por parte del multimillonario ultraderechista Friedrich Karl Flick. La Fundación Friedrich Ebert, próxima al SPD, destinó donaciones de Flick por valor de millón de marcos para financiar al PSOE.[22]

- Caso KIO-Caso Urbanor: suspensión de pagos por valor de 300.000 millones de pesetas (1803 millones de euros). El gerente de esta sociedad en España, Javier de la Rosa, y sus colaboradores habrían robado, según la acusación particular, 30.000 millones de pesetas (180 millones de euros).[23]
  - Caso Wardbase, una causa separada del anterior, referida a un pago fraudulento realizado por Javier de la Rosa a Manuel Prado y Colon de Carvajal por importe de 1900 millones de pesetas.[24]

- Caso de los fondos reservados: desvío de partidas destinadas a la lucha contra el terrorismo y el narcotráfico por valor de 5 millones de euros entre los años 1987 y 1993 para uso privado, enriquecimiento personal y pago de sobresueldos y gratificaciones a siete altos funcionarios del ministerio del Interior.[25]

- Caso Rumasa: expropiación, venta y liquidación de este holding en una operación que supuso su quiebra total, debido a las irregularidades en su gestión por parte de la familia Ruiz-Mateos.[26]

- Caso Filesa: financiación ilegal del PSOE a través de las empresas tapadera Filesa, Malesa y Time-Export, que entre 1988 y 1990 cobraron importantes cantidades de dinero en concepto de estudios de asesoramiento para destacados bancos y empresas de primera línea que nunca llegaron a realizarse. Entre las personas vinculadas a estas operaciones se encontraban el diputado socialista por Barcelona, Carlos Navarro, y el responsable de finanzas del PSOE, Guillermo Galeote.[27] Posteriormente fue desglosado en:
  - Caso Ave, cohecho y falsedad en relación con las supuestas comisiones ilegales obtenidas por la adjudicación del proyecto del tren de alta velocidad Madrid-Sevilla;[28] a su vez desglosado en:
    - Caso Seat: pago de 175 millones de pesetas por parte de SEAT al PSOE, para la recalificación irregular de terrenos de SEAT, con el objetivo de financiar ilegalmente al PSOE. Aunque la Sentencia consideró probados los hechos, absolvió a los acusados por haber prescrito el delito.[29]
    - Otros 3 sumarios.

- Caso Osakidetza: en las oposiciones al Servicio Vasco de Salud de 1990 se detectó un "cambiazo" masivo de exámenes que obligó a repetir gran parte de las pruebas, a las que se habían presentado cerca de 50.000 aspirantes. Por su presunta relación con este caso fueron detenidos Pedro Pérez, director de gestión económica de Osakidetza, y otras tres personas militantes del PSOE, acusadas de fraude con objeto de beneficiar a miembros del PSOE y UGT e instalar un grupo de personas afines en posiciones de responsabilidad.[30]

- Caso Cesid: escuchas ilegales practicadas por los servicios secretos españoles en la sede de Herri Batasuna en Vitoria.[31]

- Operación Mengele: presunto secuestro y experimentación ilegal con tres mendigos, uno de los cuales murió, por parte del Cesid y el cardiólogo Diego Figuera, con objeto de probar un sedante que debía administrarse al dirigente etarra Josu Urrutikoetxea Bengoetxea, al que se planeaba secuestrar. La causa procesal, instruida por el juez Garzón, fue sobreseída en 1999 a petición de la Fiscalía General.[32]

- Caso Guerra: juicios a Juan Guerra, hermano del vicepresidente Alfonso Guerra, por cohecho, fraude fiscal, tráfico de influencias, prevaricación, malversación de fondos y usurpación de funciones,[33] de los que fue finalmente absuelto en su mayoría y que supuso uno de los mayores juicios mediáticos del país en muchos años.

- Caso Casinos: desvío de unos 3.000 millones de pesetas de la sociedad Casinos-Inverama por parte de su presidente, Artur Suqué, mil de los cuales habrían sido destinados a la financiación ilegal de Convergencia i Unió.[34]

- Caso Ibercorp: especulación bursátil con valores bancarios por parte de Mariano Rubio, entonces gobernador del Banco de España.[35]

- Caso Urbanor: una serie de irregularidades en las transacciones para la construcción de las famosas torres KIO, cuando la sociedad Urbanor vendió los terrenos de la Plaza Castilla de Madrid, al grupo kuwaití KIO. Reconociendo los hechos delictivos, el Tribunal Supremo absolvió a los acusados por las prescripción de los mismos. Sin embargo, la Audiencia de Madrid dictó en 2010 pena de cárcel, ratificada por el propio Supremo, por falsedad documental en su defensa.[36]

- Caso Sarasola: gestión irregular por parte de Enrique Sarasola Lerchundi del Hipódromo de La Zarzuela y la concesión de la quiniela hípica; presuntos delitos de estafa y alzamiento de bienes en la Sociedad Española de Banca de Negocios.[37]

- Caso Urralburu: una trama de prevaricación y cohecho por el cobro de comisiones ilegales en las obras públicas realizadas por el gobierno del presidente socialista de Navarra, Gabriel Urralburu, entre 1987 y 1991. Urralburu, fue procesado y condenado junto al ex consejero Antonio Aragón.[38]

- Caso Bardellino: la liberación bajo fianza y huida del dirigente de la camorra napolitana Antonio Tonino Bardellino.[39]

- Caso Cementerio: privatización de la Empresa de Servicios Funerarios del Ayuntamiento de Madrid por 100 pesetas en 1992. La adjudicación del 49% de la Empresa Mixta a Funespaña se juzgó 20 años con los cargos de malversación de caudales públicos, prevaricación administrativa y tráfico de influencias. El Tribunal Supremo dictó sentencia penando a Luis María Huete, primer teniente de alcalde en 1993 y a José Ignacio Rodrigo, exmiembro del Consejo de Administración de la EMSF y presidente de Funespaña. Referencias en la Biblioteca de documentos sobre el Cementerio de la Almudena.[40] En Prensa.[41] Última sentencia del supremo.[42] IU UPyD y PSOE en vídeos y La Plataforma PRO CEMENTERIOS MUNICIPALES denuncian el abandono del patrimonio.

- Caso Godó: escuchas ilegales o espionaje telefónico realizadas en 1992 por exagentes del CESID a personal del periódico La Vanguardia, por encargo del empresario Javier Godó, el cual fue finalmente exculpado. El informe policial acusaba al propio CESID de controlar la red.[43]

- Caso BFP: en 1992 se descubrió un delito de estafa cometido a través de una red de pagarés de empresa falsos de BFP Gestión y Asesoramiento Financiero, por valor de 4000 millones de pesetas. En 1994 fueron procesados y encarcelados Jordi Planasdemunt, alto cargo de CiU y director general del Instituto Catalán de Finanzas, y otras 10 personas, entre ellas Salvador Forcadell, Carles Vila y Joan Basols.[44]

- Caso Gran Tibidabo: causa contra el empresario Javier de la Rosa y otras siete personas, entre ellas Manuel Prado y Colón de Carvajal y la esposa de la Rosa, Mercedes Misol, por la descapitalización de la compañía Grand Tibidabo presuntamente en beneficio propio, bajo la acusación de delitos de estafa, apropiación indebida, falsedad documental y contra la Hacienda Pública.[45]

- Caso Estevill, trama de corrupción judicial en torno al exjuez y exvocal del Consejo General del Poder Judicial, Luis Pascual Estevill, condenado por delitos de cohecho y prevaricación.[46]

- Caso Turiben: una presunta red de facturas falsas utilizada por miles de militares y agentes de policía para estafar al Estado justificando dietas.[47]

- Caso Salanueva: Detención de la exdirectora del BOE, Carmen Salanueva, por una presunta malversación de fondos el 29 de noviembre de 1993. Se estima que pudo cometer un fraude al adquirir papel prensa por un valor total de 2.385 millones de pesetas, precio muy superior al del mercado, causando un perjuicio de más de 653 millones para el BOE y Hacienda. Fue puesta en libertad el 1 de diciembre. En 1994 fue denunciada por imitar por teléfono la voz de Carmen Romero y de la Reina para quedarse con cuadros de un pintor famoso con falsas promesas.[48]

- Caso Expo'92: cohecho, prevaricación y un agujero de más de 210 millones de euros. Fue archivada por el juez Garzón tras siete años de instrucción.[49]

- Caso Roldán: llamado así por Luis Roldán, director de la Guardia Civil entre 1986 y 1993, enriquecido ilícitamente con el robo de 400 millones de pesetas de fondos reservados y 1800 millones más en comisiones de obras del Instituto Armado.[50]

- - Caso Paesa, vinculado al anterior.[51]

- Caso Banesto: un agujero patrimonial de 3.636 millones de euros (605.000 millones de pesetas) que dejó en la estacada a siete millones de clientes, medio millón de accionistas, 15.000 trabajadores y 50 empresas en las que la entidad participaba.[52]

- Caso Palomino: el cuñado de Felipe González, Francisco Palomino, ganó 346 millones de pesetas gracias a la venta de su empresa, en quiebra técnica, por 310 millones a CAE, (luego comprada por Dragados), cuya cartera de obras para el MOPU se multiplicó. Posteriormente, una investigación le vinculó con la mala calidad de las rejas de la cárcel de Sevilla 1.[53]

- Caso GAL: creación y financiación ilegal de una organización terrorista que asesinó a 27 personas del entorno de ETA entre 1982 y 1987, con implicación de policías, guardias civiles y altos cargos del gobierno socialista, entre ellos el ministro del Interior José Barrionuevo, el secretario de Estado de seguridad Rafael Vera, el gobernador civil de Vizcaya, Julián Sancristóbal, el secretario general del PSOE en Vizcaya, Ricardo García Damborenea y el General de la Guardia Civil Enrique Rodríguez Galindo. El propio González fue acusado de ser el "señor X", el dirigente del entramado GAL.

- Petromocho: fraude perpetrado por un tal Jean-Maurice Lauze, presunto intermediario en una falsa inversión saudí de 100.000 millones de pesetas en un proyecto para construir una refinería de petróleo en las cercanías del puerto de El Musel, en Gijón. El proyecto debía recibir una subvención estatal de 1000 millones de pesetas. El escándalo provocó la dimisión del presidente socialista de Asturias, Juan Luis Rodríguez-Vigil, sin que el asunto llegara nunca a aclararse completamente.[54]

- Caso Naseiro: financiación ilegal del Partido Popular a través de la exigencia de pagos a empresas inmobiliarias.

- Caso PSV: fraude y apropiación indebida de 18.588 millones de pesetas, para enriquecimiento personal y financiación ilegal de la UGT a través de esta cooperativa de viviendas y de su gestora, IGS.

- Caso Hormaechea: prevaricación y malversación de caudales públicos por parte del popular Juan Hormaechea, exalcalde de Santander y expresidente de Cantabria, condenado en octubre de 1994 a seis años de prisión mayor y 14 de inhabilitación.

- Caso de la minería: subvención ilegal de compañías mineras por parte de Miguel Ángel Pérez Villar, exsenador por el PP y consejero de Economía de Castilla y León, condenado por el Tribunal Supremo a ocho años de inhabilitación por prevaricación continuada.[55]

- Caso Sóller: prevaricación y cohecho en la adjudicación de las obras del túnel de Sóller por parte del expresidente de Baleares por el PP, Gabriel Cañellas. Absuelto de prevaricación en los tribunales, se dio por prescrito el probado delito de cohecho.[56][57][58]

#### Gobierno de José María Aznar López (1996-2004)
Durante el gobierno de José María Aznar (VI y VII Legislaturas de España) trascendieron los siguientes:
- Caso Zamora: iniciado en 1997 para investigar la presunta financiación ilegal del Partido Popular en Zamora a través del cobro de un "impuesto" de dos millones de pesetas y el 8% de comisión por cada obra pública entre 1987 y 1991. Fueron imputadas 33 personas, en su mayoría políticos del PP y constructores, aunque el caso fue archivado en 2002.[59]

- Caso Pallerols: en 1997 salió a la luz pública esta presunta operación de financiación irregular de Unió Democràtica a través del desvío de las subvenciones recibidas por las empresas controladas por el empresario Fidel Pallerols y su esposa para realizar cursos de formación laboral. Sobreseído provisionalmente en diciembre de 2005, fue reabierto por la Sección Décima de la Audiencia Provincial de Barcelona en noviembre de 2006.[60]

- Caso del Lino: en 1999 la Junta de Comunidades de Castilla-La Mancha denunció un presunto caso de ayudas irregulares al cultivo del lino y desvío de fondos en favor de altos cargos del gobierno popular, entre ellos la ministra de Agricultura Loyola de Palacio. En julio de ese mismo año, la Comisión de Investigación constituida a solicitud del Grupo Parlamentario Popular en el Congreso de los Diputados, no halló ninguna irregularidad. No obstante, el Fiscal anticorrupción Carlos Jiménez Villarejo redactó un informe denunciando la existencia de un “fraude generalizado”. Tras una instrucción de 6 años a cargo de Baltasar Garzón, el 23 de abril de 2007 la sección cuarta de la Sala de lo Penal de la Audiencia Nacional absolvió por completo a los 18 imputados, no hallando ninguna prueba de fraude o falsedad, y confirmando las conclusiones de la Comisión de Investigación. Finalmente, el Tribunal de Justicia de la Unión Europea halló en 2009 deficiencias en el sistema de control de las ayudas al lino, y condenó a España a devolver 129 de los 134 millones de euros cobrados.[61]

- Caso Sanlúcar: en 1999 miembros del PSOE y algunos empresarios locales trataron de sobornar a un concejal del PP en Sanlúcar de Barrameda. Entre los 6 condenados por cohecho y tráfico de influencias en 2006 se hallaron los exalcaldes socialistas de Sanlúcar y Chipiona, Agustín Cuevas Batista y Luis Mario Aparcero Fernández de Retana.[62]

- Caso Villalonga: presunto tráfico de influencias del presidente de Telefónica, Juan Villalonga, que se enriqueció mediante información privilegiada en la compra de opciones sobre acciones de Telefónica.[63]

- Caso Tabacalera: presunto enriquecimiento ilícito a través de la compraventa de acciones con información privilegiada por parte de César Alierta, entonces presidente de Tabacalera, su mujer y un sobrino, en concreto entre 1997 y 1998. En 2010 fue absuelto al considerarse prescrito el delito.[64]

- Caso Forcem: presunto fraude en la Fundación para la Formación Continua (FORCEM), constituida en 1992 por CCOO, UGT, CEOE, CIG y CEPYME para la gestión de las subvenciones para la formación de los trabajadores concedidas por el INEM con fondos de la Unión Europea. Algunas de las empresas receptoras de fondos realmente carecían de actividad, empleados y alumnos. La Fiscalía pidió el procesamiento de 6 cargos de UGT por el fraude de 100 millones de euros, y el informe del Tribunal de Cuentas remitido al Congreso detectó responsabilidades penales y civiles en dos de sus máximos responsables.[65]

- Caso Gescartera: un agujero patrimonial de 50 millones de euros en esta sociedad de inversión.[66][67]

#### Gobierno de José Luis Rodríguez Zapatero (2004-2011)
Durante el gobierno de José Luis Rodríguez Zapatero (VIII y IX Legislaturas de España) han trascendido los siguientes:
| Partido       | Lugar                  | Caso de presunta corrupción | Enlace(s) | Dinero público presuntamente estafado       |
| ------------- | ---------------------- | --- | --- | ------------------------------------------- |
| GIL           | Andalucía              | Caso Malaya (desde 1991 hasta 2006) | * ´Caso Malaya´: El saqueo a Marbella es de 500 millones La red de testaferros del 'caso Malaya' blanqueó más de 671 millones a Roca                | 500 M€ robados 671,4 M€ blanqueados         |
| GIL           | Andalucía              | Deudas con Hacienda y la Seguridad Social | * Los antiguos ayuntamientos del GIL acumulan más de la mitad de la deuda de los municipios con la Seguridad Social                                 | 383,4 M€                                    |
| PSOE          | 17 ayuntamientos       | Tramas urbanísticas | * Varios municipios del PSOE, investigados por tramas urbanísticas                                                                                  | ???                                         |
| PSOE          | Andalucía              | Casos de corrupción según el PP: 54 cargos públicos imputados en casos judiciales abiertos y 33 ex cargos públicos imputados en casos abiertos | * Mapa de corrupción del PSOE en Andalucía | ???                                         |
| PP            | Balears                | Gobierno de Jaume Matas | * La corrupción balear tiene a 40 ex cargos del PP imputados                                                                                        | 46,9 M€ sólo en 8 casos de los investigados |
| PP            | Diversos ayuntamientos | Recalificaciones y adjudicaciones presuntamente irregulares.                                                                                   | * Los casos de 'ladrillazo' en las listas del PP | ???                                         |
| PSC(PSOE)+CIU | Cataluña               | Caso Pretoria | * El ‘caso Pretoria’ dejaba una media de 10 millones de euros en cada "pelotazo"                                                                    | 44 M€                                       |
| PP            | Salamanca              | Constructores con trato de favor | * El Ayuntamiento de Salamanca deja prescribir una deuda a un constructor amigo del alcalde Archivado el 4 de noviembre de 2011 en Wayback Machine. | 1.160.000€                                  |
| PP            | Salamanca              | Constructores con trato de favor | * El Ayuntamiento de Salamanca perdona 20 millones de euros a los constructores                                                                     | 20 M€                                       |

- Caso Zarrafaya: en 2005 el alcalde socialista de esta localidad granadina, Salvador Zamora, fue condenado a nueve meses de cárcel y 2.160 euros de multa, junto con tres concejales -sentenciados a 7 años de cárcel-, por un delito de prevaricación administrativa, al autorizar un complejo hotelero en suelo rural no urbanizable. Su sucesor, el también socialista José Miguel Muñoz, fue condenado a nueve meses de cárcel por desobediencia grave a la autoridad al negarse a paralizar la construcción.[68]

- Caso de la Ciudad del Golf: presuntos delitos de prevaricación, malversación de caudales públicos y fraude en torno a la construcción un complejo de golf y chalés en una zona de importancia medioambiental. Todos los imputados fueron absueltos.[69]

- Caso Bolín: condena del exalcalde popular de Benalmádena, Enrique Bolín, a ocho años de inhabilitación, así como al pago de una multa de 16.200 euros, por prevaricación urbanística, al conceder licencias de obra ilegales (2008).[70]

- Caso Salmón: En 2008, el presidente del PP de Canarias, José Manuel Soria, fue imputado por cohecho. El caso fue archivado al no encontrarse pruebas de delito.[71]

- Caso Sayalonga: en 2009 José Luis Navas (PSOE), exalcalde de Sayalonga, es condenado a un año de cárcel y nueve de inhabilitado por un delito contra la ordenación del territorio perpetrados en 2000.[72]

- Caso Matsa: En 2009, la Junta de Andalucía otorgó una subvención de 10,1 millones de euros a la empresa de minería Matsa. La oposición del Partido Popular y el sindicato Manos Limpias denunciaron en dos ocasiones que esta subvención violaba la ley de incompatibilidades, puesto que Paula Chaves, la hija del presidente andaluz Manuel Chaves, trabajaba en Matsa. El Tribunal Supremo archivó las dos querellas presentadas considerando que Chaves no había incurrido en ningún delito.[73]

- Caso Alzoaina: el exalcalde de Alozaina, Antonio Blanco (IULV-CA) es condenado en 2010 a veinte años de inhabilitación por dos delitos urbanísticos en 2002 y 2003.[74]

- Caso Plasenzuela: presunta Prevaricación, malversación, estafa y delitos urbanísticos por parte del alcalde socialista de esta localidad cacereña, José Luis Villegas, imputado por el desvío de 4,4 millones de euros de fondos públicos y apropiación de otros 66.000 por una residencia y un polideportivo. También fueron imputados un concejal socialista, el secretario municipal, y el alcalde del cercano pueblo de Torremocha, Domingo Galán Encina, del Partido Popular.[75]

- Caso Castelfollit: presunta falsedad de documento público por parte del alcalde de Castellfollit de la Roca, Moisés Coromina, para poder cobrar una subvención para construir el nuevo ayuntamiento.[76]

- Caso de los EREs falsos: una presunta red de corrupción política vinculada a la Junta de Andalucía, que saltó a raíz de la investigación del Caso Mercasevilla en 2011, donde se detectaron prejubilaciones irregulares. El fraude ascendería a 1400 millones de euros y afectaría a 68 empresas. Los directores de la trama serían, presuntamente, Antonio Rivas, delegado de Empleo en la provincia de Sevilla, y Antonio Fernández García, consejero de Empleo de la propia Junta de Andalucía. El caso sigue siendo investigado por la justicia ordinaria y el Tribunal de Cuentas.[77]

- Caso Riopedre o Renedo: en enero de 2011 el exconsejero de Educación y Ciencia del Principado de Asturias durante el gobierno Vicente Álvarez Areces, el socialista José Luis Iglesia Riopedre, es acusado de prevaricación, cohecho, tráfico de influencias, fraudes y exacciones ilegales y negociaciones prohibidas para funcionarios por una supuesta trama de adjudicaciones ilegales por valor de más de 14 millones de euros.[78]

- Caso Campeón: una presunta trama dedicada a captar subvenciones ilegales para determinadas empresas gallegas, que se saldó con la detención del director y un subdirector del IGAPE. Se investiga la implicación de dos diputados autonómicos socialistas, del alcalde socialista de Lugo, José López Orozco, y del convergente Oriol Pujol, hijo de Jordi Pujol. Su derivación más grave es la acusación de cohecho y tráfico de influencias por parte del ministro de Fomento y vicesecretario del PSOE José Blanco López, que se reunió en una apartada gasolinera con el empresario Jorge Dorribo, que le habría entregado 400.000 € al primo de Blanco a cambio de subvenciones,[79] una acusación de la que el ministro fue finalmente absuelto.[80]
  - Caso ITV: derivado del anterior, una presunta trama de concesiones irregulares de ITV en Cataluña. Condujo a la detención, en marzo de 2012, de dos altos cargos del gobierno catalán, los convergentes Josep Tous, coordinador general de la Diputación de Barcelona, e Isidre Masalles, subdirector general de Seguridad Industrial, y tres empresarios. El sumario acusa a Oriol Pujol de connivente con los presuntos delitos.[81]

- Caso Millet: presunto desfalco de 35,1 millones de euros del presupuesto del Palacio de la Música Catalana por parte del presidente de su patronato, Fèlix Millet, y otros colaboradores -como Jordi Montull-, a lo largo de 10 años. Según un informe policial, 12 millones habrían sido destinados a la financiación ilegal de Convergència Democràtica de Catalunya.[82]

- Caso Cambil: condena a 15 meses de prisión y 7 años de inhabilitación del exalcalde socialista de esta localidad jienense, Agustín Cubillo por prevaricar al conceder dos licencias de obra. Otros ocho implicados fueron condenados a seis meses de prisión.[83]

- Caso Porcuna: la exalcaldesa socialista de esta localidad jienense, Ana María Moreno de la Cova, fue condenada a 21 años de inhabilitación y multa de 2.190 euros tras admitir haber concedido tres licencias de construcción ilegales entre los años 2004 y 2006. Tres concejales fueron condenados a 14 años de inhabilitación y el pago de una multa de 1.460 euros.[84]

- Caso Nueva Rumasa: quiebra y venta de este grupo empresarial debido a las presuntas irregularidades en su gestión por parte de la familia Ruiz-Mateos.[85]

- Caso Nóos: derivación en 2010 del caso Palma Arena referente al fraude fiscal presuntamente cometido por Iñaki Urdangarin, duque consorte de Palma de Mallorca, acusado también de desviar fondos públicos para su propio beneficio mediante el Instituto Nóos, cuyo gestor era su socio Diego Torres. En abril de 2013, la Infanta Cristina es imputada por el Juez por presunta apropiación indebida de fondos públicos.[86] La Fiscalía Anticorrupción dice que recurrirá dicha imputación al no existir pruebas sólidas.[87] Hacienda estima en más de 16 millones de euros el dinero recaudado por la trama de empresas de Urdangarin.[88]

- Caso Tótem: Detenido el alcalde, jefe de la Policía Local y secretaria del Ayuntamiento de Totana (Murcia), entre otros.[89]

- Operación Biblioteca: Detenido el alcalde del Partido Popular de Aledo (Murcia) y otros.[90]

- Caso Brugal: investigación iniciada en 2006 sobre delitos de soborno, extorsión y tráfico de influencia en la adjudicación de contratos públicos en concursos de gestión de los servicios de recogida de basuras en varias localidades gobernadas por el Partido Popular en la provincia de Alicante.[91]

- Caso Logroño Turismo: El concejal del ayuntamiento de Logroño Ángel Varea (PR+) y su asesor Erich Reiner adjudicaron irregularmente a través de la fundación Logroño Turismo contratos entre 2008 y 2011 a la empresa Jazz Group. Los dos políticos y el gerente de la empresa fueron condenados en 2021 por prevaricación administrativa, malversación de caudales públicos y tráfico de influencias a tres años de prisión, diecisiete años de inhabilitación para ocupar cargos públicos y a una multa de 6 000 euros.[92]

#### Gobierno de Mariano Rajoy Brey (2011-2018)
Durante el gobierno de Mariano Rajoy (X, XI y XII Legislaturas de España) han trascendido los siguientes:
- Caso Emarsa: presuntas irregularidades cometidas por los directivos vinculados al Partido Popular de la empresa Emarsa que se dedicaba a depurar las aguas residuales del área metropolitana de Valencia y cuya principal misión era la gestión de la planta depuradora de Pinedo. Los dos principales imputados son el expresidente de la empresa, el popular Enrique Crespo, y Esteban Cuesta, gerente de Emarsa, y exalcalde pedáneo de Benimámet nombrado por la alcaldesa de Valencia Rita Barberá.[93]

- Operación Pitiusa: 88 detenidos -entre ellos 15 empleados públicos- en una red de robo y tráfico de datos confidenciales de la administración, con centro en Barcelona y actividades extendidas por 11 comunidades autónomas. La información se vendía a empresas privadas, muy singularmente bancos y operadoras de telecomunicaciones, a través de agencias de detectives privados.[94]

- Operación Pokémon: investigación judicial desarrollada en Galicia desde 2012 en relación con distintos episodios de supuesta corrupción, en la que se vieron envueltos algunos políticos gallegos, como el alcalde de Orense, Francisco Rodríguez, el alcalde de Boqueixón, Adolfo Gacio, y concejales de varios ayuntamientos.[95]

- Caso Dívar: El presidente del Poder Judicial, Carlos Dívar, costeó con dinero público 30 viajes a la Costa del Sol, con estancias en hoteles de cuatro estrellas. Tras ser exonerado por sus pares, y después de dos semanas de fuerte presión parlamentaria y mediática, Dívar presentó su dimisión, siendo el primer presidente del Poder Judicial que deja el cargo.[96]

- Caso de la cooperación: presunto desvío de más de 6 millones de euros en subvenciones de la Consejería de Solidaridad y Ciudadanía de la Generalidad Valenciana a través de seis organizaciones no gubernamentales, entre 2008 y 2010, en la época de la dirección del popular Rafael Blasco, principal implicado. Los fondos, teóricamente destinados a ayuda humanitaria, acabaron gastados en viviendas de lujo en Miami.[97]

- Caso Alcorcón: según un informe del Tribunal de Cuentas, el Ayuntamiento de Alcorcón -uno de los más endeudados de España- recibió -presuntamente- bajo el gobierno del socialista Enrique Cascallana créditos ilegales por valor de 44 millones de euros, con la aquiescencia o dejadez del entonces Ministro de Economía Pedro Solbes. En la actualidad se esperan las alegaciones de los afectados.[98]

- Caso Bárcenas: El 18 de enero de 2013, El Mundo[99] publicó que Bárcenas «distribuía cada mes sobres con cantidades entre 5.000 y 15.000 euros a secretarios ejecutivos, cargos públicos y otros miembros del aparato», con dinero B procedente «de constructoras, empresas de seguridad y donaciones». La práctica se habría extendido durante 20 años. El diario exculpa a Rajoy y Cospedal que no habrían cobrado esas comisiones ilegales. Según el diario Rajoy puso fin a la práctica en 2009.[100][101] Publicaciones posteriores muestran datos que sugieren que el presidente Rajoy, y otros miembros de la actual cúpula del PP y ministros, como Cospedal cobraron dichos sobresueldos y que estos eran pagados por empresarios.[102] Un informe de la Policía Nacional indica que los presidentes de varias empresas constructoras donaron 3,5 millones de euros al PP, en cantidades superiores por las permitidas por la ley, que fueron ingresados por Bárcenas como si se tratase de donaciones anónimas. Las empresas de estos constructores recibieron contratos por valor de 12.281 millones desde gobiernos del PP.[103]

- Caso Amy Martin: en enero de 2013, salía a los medios de comunicación el caso Amy Martin, donde la Fundación Ideas, vinculada al PSOE, facturaba a nombre de una persona inventada. Más tarde se descubrió que Amy Martin estaba encarnada por la mujer del director de la Fundación, Carlos Mulas.

- Caso Pujol: estalló en julio de 2014 y hace referencia al caso judicial donde se investiga al expresidente de la Generalidad de Cataluña Jordi Pujol i Soley,  su mujer Marta Ferrusola i Lladós y otros miembros de su familia por los delitos de cohecho, tráfico de influencias, delito fiscal, blanqueo de capitales, prevaricación, malversación y falsedad.

- Tarjetas opacas de Caja Madrid: El caso de las tarjetas opacas o tarjetas black fue un escándalo que saltó a la luz en octubre de 2014, por el cual se desveló que la práctica totalidad de los consejeros de Caja Madrid (y posteriormente Bankia) durante al menos las presidencias de Miguel Blesa y Rodrigo Rato, habían dispuesto de una tarjeta de crédito del tipo "Visa Black" otorgada por la entidad con la que habían llevado a cabo durante años cargos personales valorados en cientos de miles de euros con cargo a las cuentas de la caja de ahorros, y presumiblemente, sin declarar a Hacienda ninguno de ellos. Las tarjetas Visa de la serie Black son el producto más lujoso que oferta la firma y están diseñadas para fortunas multimillonarias.[104]

- Operación Púnica: operativo policial en octubre de 2014 por el que la Guardia Civil detuvo a 51 políticos, ediles, funcionarios y empresarios por estar supuestamente implicados en una trama de corrupción que adjudicó servicios públicos por valor de 250 millones de euros en dos años a cambio de pagos y comisiones ilegales.[105]

- Caso Terra Natura Benidorm: En julio de 2009, la comisión ejecutiva de la Sociedad Proyectos Temáticos de la Comunidad Valenciana (SPTCV), ya desaparecida, firmó un convenio con Terra Natura Benidorm que permite pagar el canon por uso de suelo público con entradas del parque. Así se compensaría una deuda de 1,2 millones de euros pendiente de percibir a 31 de diciembre de 2009, y el canon de los ejercicios 2010 y 2011. Según la Sindicatura de Cuentas de la Comunidad Valenciana sigue pendiente de concretar la finalidad y uso de las entradas. Terra Natura Benidorm ocupa 320.000 m² de suelo público y disfruta de una concesión de uso del suelo durante 75 años a cambio de un canon anual que debe pagar a la SPTCV.[106][107][108]

- Caso Gürtel (1999-actualidad): proceso por el cual se juzga a un sistema organizado corrupto con raíces y conexiones de altos cargos políticos, empresariales y judiciales encargados de expoliar las arcas públicas en beneficio del Partido Popular (PP) y con ánimo de lucrar a sus integrantes, por actuar durante casi 20 años de forma inconstitucional en muchos niveles, condenando a la nación hacia su decadencia desde el interior.[109][110]

#### Gobierno de Pedro Sánchez Pérez-Castejón (2018-presente)
Durante el gobierno de Pedro Sánchez Pérez-Castejón (XIII, XIV y  XV Legislaturas de España) han trascendido los siguientes casos:
- Operación Madeja: (2014-actualidad) es el nombre de una operación anticorrupción dirigida por la juez Mercedes Alaya e investigada por la Unidad Central Operativa (UCO) de la Guardia Civil española. La operación, iniciada en 2013 y que estuvo sujeta a secreto de sumario en sus primeras fases, investigaba supuestas comisiones por parte de la empresa Fitonovo a cambio de contratos, que habrían causado perjuicios a instituciones públicas de Andalucía, Extremadura, Aragón, Comunidad Valenciana, Cataluña, Canarias y Comunidad de Madrid, y también al Ministerio de Fomento, a los ayuntamientos de Sevilla, Algeciras (Cádiz) y La Carolina (Jaén) y a la empresa pública Adif.
- Caso Plan 1000: Supuesto caso de compra de votos  a manos del exalcalde del PSOE de Huévar del Aljarafe en el que se adjudicaban contratos o ofrecían puestos de trabajo en el ayuntamiento a cambio de votos.[111] Se da la circunstancia de que dicha localidad es el Ayuntamiento con más deuda por habitante de España.[112]
- Caso Albaida del Aljarafe: supuesto caso de fraude electoral mediante la manipulación del voto por correo a manos del alcalde del PSOE de Albaida del Aljarafe en el que se ofrecían puestos de trabajo en el ayuntamiento o se realizaban amenazas veladas a los receptores de prestaciones del ayuntamiento.[113]
- Caso Vegas del Genil: supuesto caso de compra de votos a manos del alcalde del PSOE de Vegas del Genil en el que se adjudicaban contratos a cambio de votos.[114]
- Caso Mediador o caso tito Berni: investigación al exdiputado del PSOE por Las Palmas Juan Bernardo Fuentes Curbelo, conocido como tito Berni, al general retirado de la Guardia Civil Francisco Javier Espinosa Navas y a empresarios canarios como Marco Antonio Navarro Tacoronte por una presunta red de corrupción y tráfico de influencias en los que los dos primeros recibían mordidas, cenas de lujo y fiestas con prostitutas y estupefacientes a cambio de favores en contratos públicos y subvenciones.[115][116]
- Caso Koldo-Ábalos: proceso por el que se investiga al exministro y exsecretario de Organización del PSOE José Luis Ábalos, a su asesor personal Koldo García, a su sucesor al frente de la secretaría de Organización del partido Santos Cerdán y a otros empresarios como Víctor de Aldama, por estar implicados en una presunta trama de mordidas en la venta de mascarillas durante la pandemia en España y en adjudicaciones de contratos de obras públicas en la geografía nacional.[117][118] También están implicados diversos ministerios como el de Transportes, Sanidad e Interior y los gobiernos autonómicos de las Islas Baleares y Canarias, gobernados en aquel periodo por socialistas.[119] Además, la UCO informa en un informe presentado a la Audiencia Nacional que este tiene relación con el escándalo del Delcygate y el posible tráfico de oro con el gobierno de Venezuela. [120]
- Caso Begoña Gómez: investigación a Begoña Gómez Fernández por presuntos delitos de tráfico de influencias y corrupción, a raíz de la investidura de su marido Pedro Sánchez, implicando a la Universidad Complutense de Madrid y a empresarios como Juan Carlos Barrabés, avalado por la Audiencia Provincial de Madrid.[121] A raíz de este, el presidente del Gobierno y su mujer presentan dos querellas contra el juez instructor Peinado aunque ambas son rechazadas por el TSJM.[122][123]
- Caso David Sánchez: proceso por el que se investiga a David Sánchez Pérez-Castejón, hermano de Pedro Sánchez, por presuntos delitos contra la Hacienda pública, tráfico de influencias, prevaricación y malversación relacionados con su puesto de trabajo en la Diputación de Badajoz. [124][125]En el desarrollo del caso, se dieron las circunstancias de que la propia Hacienda intentaba no colaborar con la justicia, enviándole un informe de a la jueza realizado por un cargo con designación política.[126]Por otro lado, a raíz de la incautación de material por la UCO, este presenta un recurso de apelación pero la Audiencia Provincial de Badajoz lo desestima y avala las incautaciones.[127]
- Caso Fiscal General del Estado: proceso por el que se investiga a Álvaro García Ortiz, por un presunto delito de revelación de secretos, ya que, según la UCO este filtró conversaciones de trascendencia tributaria entre la Fiscalía y el abogado de un ciudadano particular, ya que, este era la pareja de una rival política del PSOE, Isabel Díaz Ayuso. [128][129]Aunque hubo un gran clamor de la carrera fiscal por el daño a la institución al ser la primera vez en la historia que se impute al Fiscal General del Estado, este no dimite.[130][131] En la declaración como testigo ante el Tribunal Supremo, el propio Juan Lobato, exsecretario general del PSOE de Madrid, reconoció que desde el Gobierno de Sánchez y a través de Sánchez Acera, jefa de gabinete del ministro Oscar López, se le filtró el documento antes de que apareciese en los medio de comunicación.[132][133]

## La corrupción española en el mundo de la ficción
Francisco Ibáñez se hizo eco de estos sucesos en tebeos de Mortadelo y Filemón como El atasco de influencias (1991), Corrupción a mogollón (1994), El Señor de los Ladrillos (2005) y Marrullería en la alcaldía (2010). Por su parte, Magius la ha tratado en Primavera para Madrid. 
En el cine español también pueden encontrarse ejemplos de películas que giran alrededor de la corrupción o la incluyen como elemento importante en sus tramas. Un par de ejemplos son El diputado (1978), de Eloy de la Iglesia, en la que la ultraderecha de la Transición lanza una trama para acabar con la carrera política de un brillante candidato de la izquierda; La escopeta nacional (1978), de Luis García Berlanga, sobre un empresario catalán de porteros electrónicos que decide organizar una cacería en Madrid para hacer contactos dentro de una corte franquista de lo más surrealista. Dicha película tuvo dos secuelas, Patrimonio nacional (1981) y Nacional III (1982); o Todos a la cárcel (1993), también de Berlanga, donde la celebración del Día Internacional del Preso de Conciencia en la cárcel modelo de Valencia sirve de único escenario para que varios personajes busquen crear beneficios personales de tal fiesta.
En el siglo XXI, especialmente a raíz de la crisis de 2008 (aunque también hay producciones anteriores a esta), varias películas centraron su trama principal alrededor de la corrupción. Buen ejemplo es La caja 507 (2002), en la que un director de banco, tras ser secuestrado, descubre la verdadera razón de la muerte de su hija en un incendio, lo que lleva a buscar venganza de los responsables; El desconocido (2015) es un thriller de acción donde otro director de banco se ve atrapado con sus hijos dentro de su propio coche cuando tras subirse recibe una llamada avisando que si bajan de él el coche estallará a menos que pague una importante suma de dinero; B, la película (2015) es un drama basado en hechos reales sobre el juicio a Luis Bárcenas, extesorero general del Partido Popular, sobre una presunta contabilidad paralela o "Caja B" del partido; El hombre de las mil caras (2016), también basada en hechos reales, recrea las artimañas del exagente del Servicio Secreto español Francisco Paesa y el exdirector de la Guardia Civil Luis Roldán; Selfie (2017), comedia sobre el ególatra y vanidoso hijo de un ministro cuya vida cambia cuando su padre es imputado y él pierde sus privilegios de clase alta, llegando a pedir trabajo en la sede de Podemos; y El reino (2018), drama con tintes de intriga sobre la mano derecha del presidente de una comunidad autónoma que al verse implicado en un escándalo de corrupción intenta tirar de la manta y delatar a sus compañeros al verse traicionado por ellos.